# Ministerio de Salud (Israel)

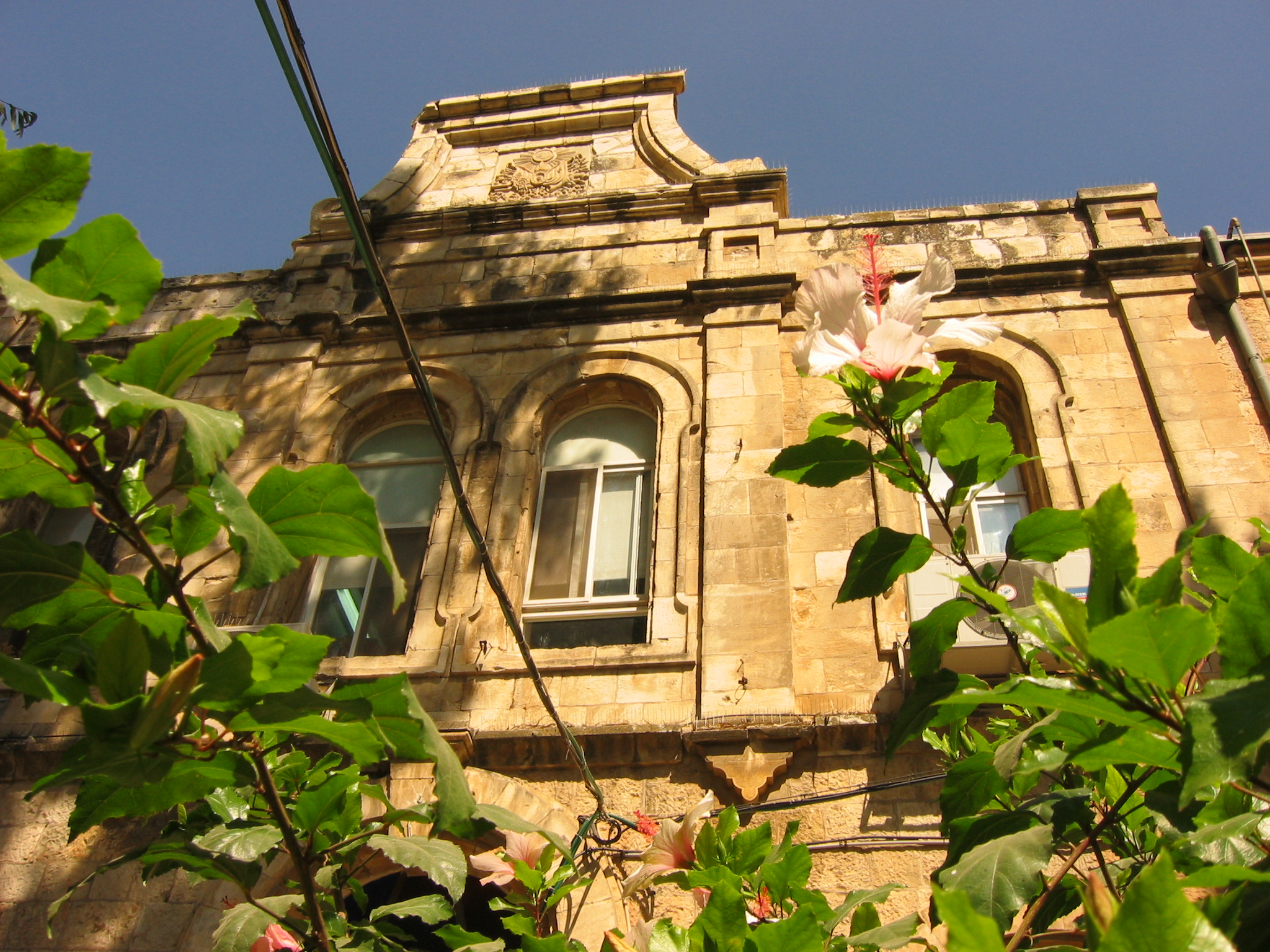
Edificio del Ministerio de Salud en la calle Jaffa, Jerusalén.

El Ministerio de Salud de Israel (en hebreo: מִשְׂרַד הַבְּרִיאוּת, transliteración: Misrad HaBri'ut) es un ministerio en el gobierno israelí, responsable de la formulación de políticas de salud. El ministerio planes, supervisa, licencia y coordina los servicios de salud del país. Además de supervisar los servicios de salud prestados por Kupat Holim y centros de salud familiar como Tipat Halav, el ministerio mantiene los hospitales generales, hospitales psiquiátricos, clínicas de salud mental, programas de tratamiento por el abuso de sustancias e instalaciones de los enfermos crónicos.
El actual Ministro de Salud es Aryeh Deri.

## Ministros de Salud
| #  | Ministro                  | Partido                                   | Inicio                   | Final                    | Notas                                                                                              |
| -- | ------------------------- | ----------------------------------------- | ------------------------ | ------------------------ | -------------------------------------------------------------------------------------------------- |
| 1  | Haim-Moshe Shapira        | Frente Unido Religioso, Hapoel HaMizrachi | 14 de mayo de 1948       | 8 de octubre de 1951     | |
| 2  | Yosef Burg                | Hapoel HaMizrachi                         | 8 de octubre de 1951     | 24 de diciembre de 1952  | |
| 3  | Yosef Sapir               | Sionistas Generales                       | 24 de diciembre de 1952  | 29 de diciembre de 1953  | Sapir y Serlin intercambiaron carteras ministeriales; Sapir se convirtió en Ministro de Transporte |
| 4  | Yosef Serlin              | Sionistas Generales                       | 12 de diciembre de 1953  | 29 de junio de 1955      | Sapir y Serlin intercambiaron carteras ministeriales; Sapir se convirtió en Ministro de Transporte |
| 5  | Dov Yosef                 | Mapai                                     | 29 de junio de 1955      | 3 de noviembre de 1955   | |
| 6  | Yisrael Barzilai          | Mapam                                     | 3 de noviembre de 1955   | 2 de noviembre de 1961   | |
| –  | Haim-Moshe Shapira        | Partido Nacional Religioso                | 2 de noviembre de 1961   | 12 de enero de 1966      | |
| –  | Yisrael Barzilai          | Independiente                             | 12 de enero de 1966      | 15 de diciembre de 1969  | Miembro de Mapam                                                                                   |
| 7  | Haim Gvati                | Alineamiento                              | 22 de diciembre de 1969  | 27 de julio de 1970      | |
| 8  | Victor Shem-Tov           | Independiente                             | 27 de julio de 1970      | 20 de junio de 1977      | Miembro de Alineamiento                                                                            |
| 9  | Eliezer Shostak           | Likud                                     | 20 de junio de 1977      | 13 de septiembre de 1984 | |
| 10 | Mordechai Gur             | Alineamiento                              | 13 de septiembre de 1984 | 20 de octubre de 1986    | |
| 11 | Shoshana Arbeli-Almozlino | Alineamiento                              | 20 de octubre de 1986    | 22 de diciembre de 1988  | |
| 12 | Ya'akov Tzur              | Alineamiento                              | 22 de diciembre de 1988  | 15 de marzo de 1990      | |
| 13 | Ehud Olmert               | Likud                                     | 11 de junio de 1990      | 13 de julio de 1992      | |
| 14 | Haim Ramon                | Partido Laborista                         | 13 de julio de 1992      | 8 de febrero de 1994     | |
| 15 | Yitzhak Rabin             | Partido Laborista                         | 8 de febrero de 1994     | 1 de junio de 1994       | También sirviendo como primer ministro                                                             |
| 16 | Efraim Sneh               | Partido Laborista                         | 1 de junio de 1994       | 18 de junio de 1996      | |
| 17 | Tzachi Hanegbi            | Likud                                     | 18 de junio de 1996      | 12 de noviembre de 1996  | |
| 18 | Yehoshua Matza            | Likud                                     | 12 de noviembre de 1996  | 6 de julio de 1999       | |
| 19 | Shlomo Benizri            | Shas                                      | 6 de julio de 1999       | 11 de julio de 2000      | |
| 20 | Roni Milo                 | Partido de Centro                         | 10 de agosto de 2000     | 7 de marzo de 2001       | |
| 21 | Nissim Dahan              | Shas                                      | 7 de marzo de 2001       | 23 de mayo de 2002       | |
| 22 | Ariel Sharon              | Likud                                     | 23 de mayo de 2002       | 3 de junio de 2002       | También sirviendo como primer ministro                                                             |
| –  | Nissim Dahan              | Shas                                      | 3 de junio de 2002       | 28 de febrero de 2003    | |
| 23 | Dan Naveh                 | Likud                                     | 28 de febrero de 2003    | 14 de enero de 2006      | |
| 24 | Yaakov Edri               | Kadima                                    | 18 de enero de 2006      | 4 de mayo de 2006        | |
| 25 | Yaakov Ben-Yezri          | Gil                                       | 4 de mayo de 2006        | 31 de marzo de 2009      | |
| 26 | Benjamin Netanyahu        | Likud                                     | 31 de marzo de 2009      | 18 de marzo de 2013      | También sirviendo como primer ministro                                                             |
| 27 | Yael German               | Yesh Atid                                 | 18 de marzo de 2013      | 4 de diciembre de 2014   | |
| 28 | Benjamin Netanyahu        | Likud                                     | 4 de diciembre de 2014   | 27 de agosto de 2015     | También sirviendo como primer ministro                                                             |
| 29 | Yaakov Litzman            | Yahadut Hatorah                           | 27 de agosto de 2015     | 28 de noviembre de 2017  | |
| 30 | Yuli Edelstein            | Likud                                     | 17 de mayo de 2020       | 13 de junio de 2021      | |
| 31 | Nitzan Horowitz           | Meretz                                    | 13 de junio de 2021      | 29 de diciembre de 2022  | |
| 32 | Aryeh Deri                | Shas                                      | 29 de diciembre de 2022  | En el cargo              | |

## Viceministros de Salud
| #  | Viceministro              | Partido                        | Inicio                   | Final                 | Notas             |
| -- | ------------------------- | ------------------------------ | ------------------------ | --------------------- | ----------------- |
| 1  | Yitzhak Rafael            | Partido Nacional Religioso     | 2 de noviembre de 1961   | 22 de marzo de 1965   |                   |
| 2  | Shlomo-Yisrael Ben-Meir   | Partido Nacional Religioso     | 24 de marzo de 1965      | 12 de enero de 1966   |                   |
| 3  | Abd el-Aziz el-Zoubi      | Alineamiento                   | 24 de mayo de 1971       | 10 de marzo de 1974   |                   |
| 4  | Shoshana Arbeli-Almozlino | Alineamiento                   | 24 de septiembre de 1984 | 20 de octubre de 1986 |                   |
| 5  | Eliezer Mizrahi           | Agudat Yisrael, Geulat Yisrael | 25 de junio de 1990      | 13 de julio de 1992   |                   |
| 6  | Nawaf Massalha            | Partido Laborista              | 4 de agosto de 1992      | 18 de junio de 1996   |                   |
| 7  | Shlomo Benizri            | Shas                           | 13 de agosto de 1996     | 6 de julio de 1999    |                   |
| 8  | Ya'akov Litzman           | Yahadut Hatorah                | 1 de abril de 2009       | 18 de marzo de 2013   | Ministro de facto |
| 9  | Tzachi Hanegbi            | Likud                          | 24 de diciembre de 2014  | 14 de mayo de 2015    |                   |
| 10 | Ya'akov Litzman           | Yahadut Hatorah                | 19 de mayo de 2015       | 27 de agosto de 2015  | Ministro de facto |